# Rezolucja Rady Bezpieczeństwa ONZ nr 509
Rezolucja Rady Bezpieczeństwa ONZ nr 509 została przyjęta jednogłośnie 6 czerwca 1982 r.
Rada żądała od Izraela wycofania wszystkich swoich sił zbrojnych z Libanu z powrotem na swoją, uznawaną na arenie międzynarodowej granicę..
W dalszej części zażądano od wszystkich biorących udział w wojnie libańskiej stron przestrzegania zawieszenia broni zawartego w rezolucji 508 i przekazania informacji o jego akceptacji Sekretarzowi Generalnemu w ciągu 24 godzin.